# Райзе Юхим Самійлович
Юхим Самійлович Райзе (Райз) (рос. Ефим Самойлович Райзе (Райз), 1904, Вінниця — 1970, Ленінград) — єврейський радянський фольклорист, літературознавець і краєзнавець.
Збирав єврейські народні казки, видав збірки афоризмів, досліджував життєписи євреїв-учасників німецько-радянської війни. Репресований (тричі засуджений), мешкав у Ленінграді.

## Життєпис
Народився у Вінниці (Подільська губернія) 1904 року в єврейській родині. Залишив спогади про бабусю Рівку, попри те, що вона померла до його народження. Вона мала прізвище Фрідман та походила з роду Ружинсько-Садагорських хасидів, а також була дуже освіченою, цитувала в повсякденні юдейські релігійні тексти.
Здобув 2 вищі освіти: юридичну та економічну; у студентські роки був членом ЦСП. У Києві мешкав на Пролетарській вулиці. Заарештований 10 січня 1929 році Київським ДПУ УСРР; засуджений ВЗГ при КОГПУ 28.12.1931 до 3 років заслання в Східному Сибіру (за іншою інформацією, засуджено до ув'язнення в СЛОН); рішенням ОДПУ від 07.09.1932 отримав право на вільне проживання на території СРСР.
Мешкав у Ленінграді, входив до «івритського гуртка» під керівництвом Хаїма Ленського, який популяризовував іврит. Станом на 1934 рік працював старшим інспектором Управління Ленінградського держуправління народного харчування. Уночі 29 листопада 1934 року заарештовано всіх членів «івритського гуртка». Звинувачений у контрреволюційній та сіоністській діяльності, засуджений до 3 років ВТТ; звільнений за клопотанням М. Горького ухвалою ОЗ при НКВС СРСР від 09.06.1935.
Повернувся до Ленінграда, продовжував працювати з єврейською літературою. У 1943—1946 підготував збірку про євреїв–учасників війни, що отримали звання Героя Радянського Союзу. Станом на 1947 у Ленінграді працював ревізором у Держконтролі при Промкооперації; заарештований 26.12.1947, звинувачувався у тому, що «у період 1924—1927 рр. серед свого оточення проводив антирадянську націоналістичну агітацію, спрямовану на підрив радянського державного устрою»; засуджено ОЗ МДБ СРСР 31.08.1948 до 10 років ВТТ із конфіскацією майна. Відбував покарання в Інталагу; звільнений умовно-достроково 12.02.1955. Реабілітований у справі 1934 року Президією Ленміськсуду 16.10.1962; у справі 1948 року — Президією Ленміськсуду 10.07.1962.
Працював над біографіями євреїв-учасників радянсько-німецької війни, в ленінградській газеті «Ейнікайт» (їдиш אײניקײַט‏‎ — «Єдність») надрукував статтю «Євреї-герої Великої Вітчизняної війни» зі списком 101 військовослужбовця. У журналі «Совєтіш геймланд» опублікував статті про єврейських письменників Шолом-Алейхема та Мойхер-Сфоріма.
Записував єврейські народні казки від людей старшого покоління, для яких їдиш був рідною мовою. Планував видати антологію «Єврейський фольклор», підготував рукопис на понад тисячу машинописних сторінок, що охоплював усі жанри єврейської усної народної творчості.
Помер у Ленінграді 1970 року.
У 1990-х роках на основі його матеріалів перекладач із їдишу Валерій Димшиць видав у Санкт-Петербурзі книгу єврейських народних казок, яку було потім кількаразово перевидано.

## Праці
- Афоризмы: Избр. изречения деятелей литературы и искусства / Сост. Е. С. Райзе ; [Предисл. Л. Успенского с. 3-20]. — Ленинград: Лениздат, 1964. — 214 с.
- О музыке и музыкантах: Афоризмы, мысли, изречения, высказывания / Сост. Е. С. Райзе ; [Вступ. статья А. Ступеля, с. 3-18]. — Ленинград: Музыка. [Ленингр. отд-ние], 1969. — 168 с.

посмертно
- Еврейские народные сказки (Санкт-Петербург: Symposium, 1999; переклад з їдишу Валерія Димшиця; перевидана у 2010, 2013 та 2015 роках)